# Charles Chamberland
Charles Chamberland (12. marts 1851 – 2. Maj 1908) var en fransk mikrobiolog fra Chilly-le-Vignoble i departementet Jura i Frankrig, som arbejdede tæt sammen med Louis Pasteur.
I 1884 udviklede han en speciel type filter, som i dag går under navnet Chamberland filteret eller Chamberland-Pasteur filteret. Det består af en uglaseret porcelænssøjle, som har porer, der er mindre end bakterier, hvilket gjorde det muligt at filtrere en væskeblanding med bakterier, hvorved disse blev udskilt.
Chamberland blev krediteret for udviklingen af en autoklave i 1879.
I samarbejdet med Pasteur udviklede han tilfældigt en vaccine mod fugle-kolera. Nævnte vaccine blev udviklet og parat til brug. Chamberland blev af Pasteur pålagt at vaccinere nogle kyllinger, som var inficeret med fugle-kolera, men glemte det og tog på ferie. Den åbne skål med vaccine stod fremme, men Chamberlan tog en chance og udførte vaccination af kyllingerne ved tilbagekomsten med indholdet af skålen. Kyllingerne kom sig over sygdommen.
Det viste sig, at vaccination med frisk vaccine var virkningsløs .